# Romyverleihung 2014

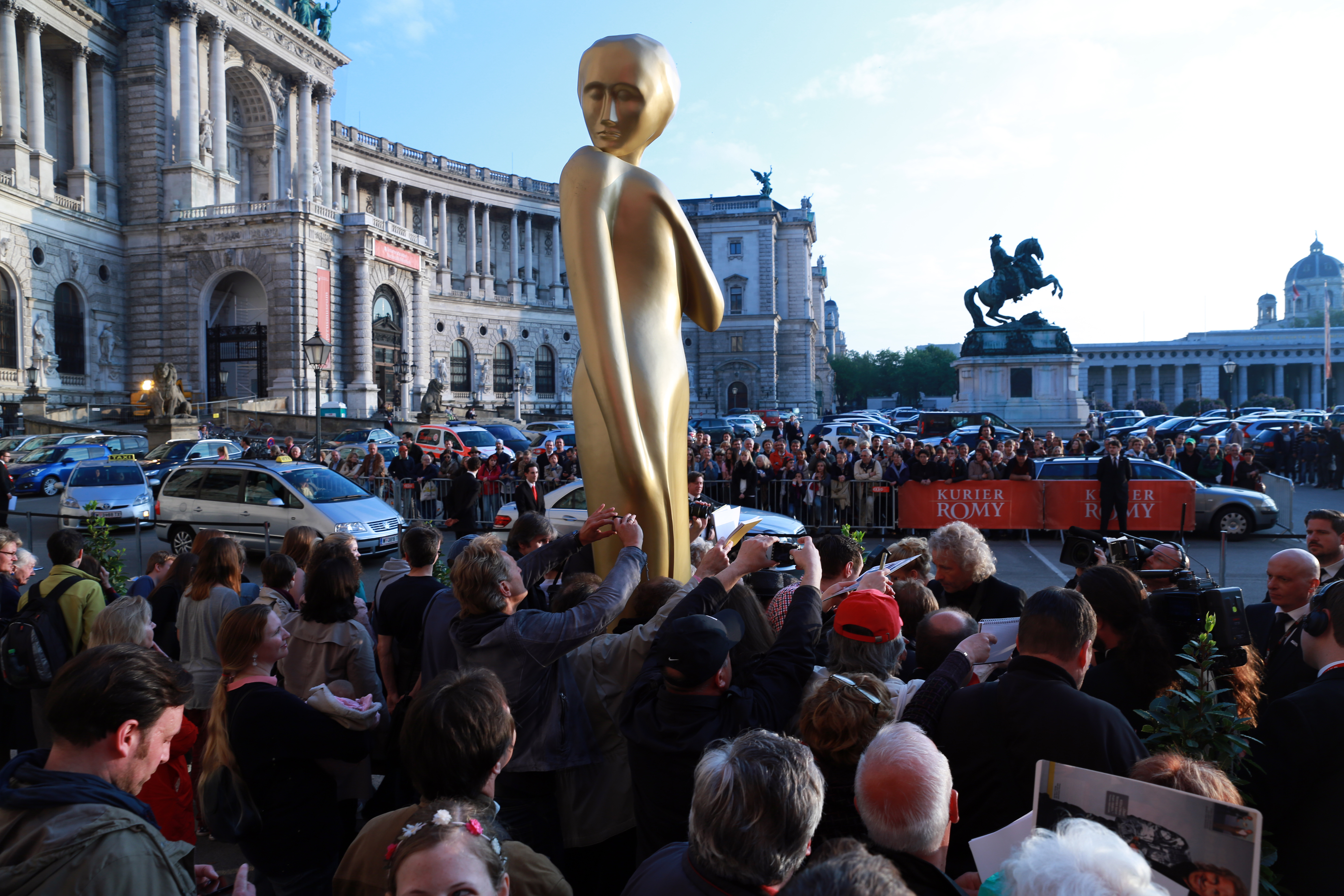
Am Red Carpet der Romyverleihung 2014

Die Romy-Verleihung 2014 fand am 26. April 2014 in der Wiener Hofburg statt. Es war dies die 25. Vergabe des von der Tageszeitung Kurier veranstalteten österreichischen Fernseh- und Filmpreises Romy.

## Moderation

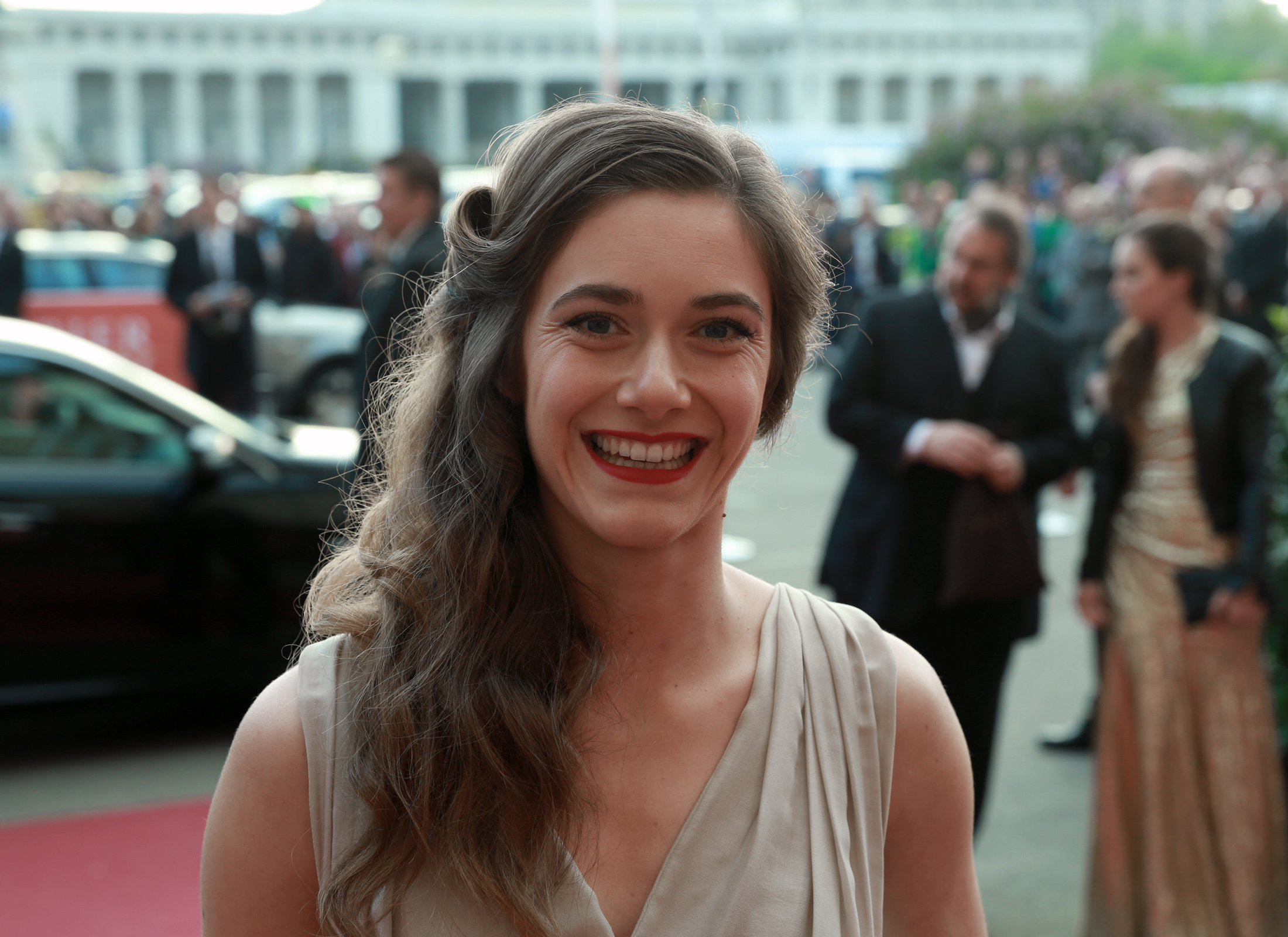
Miriam Stein

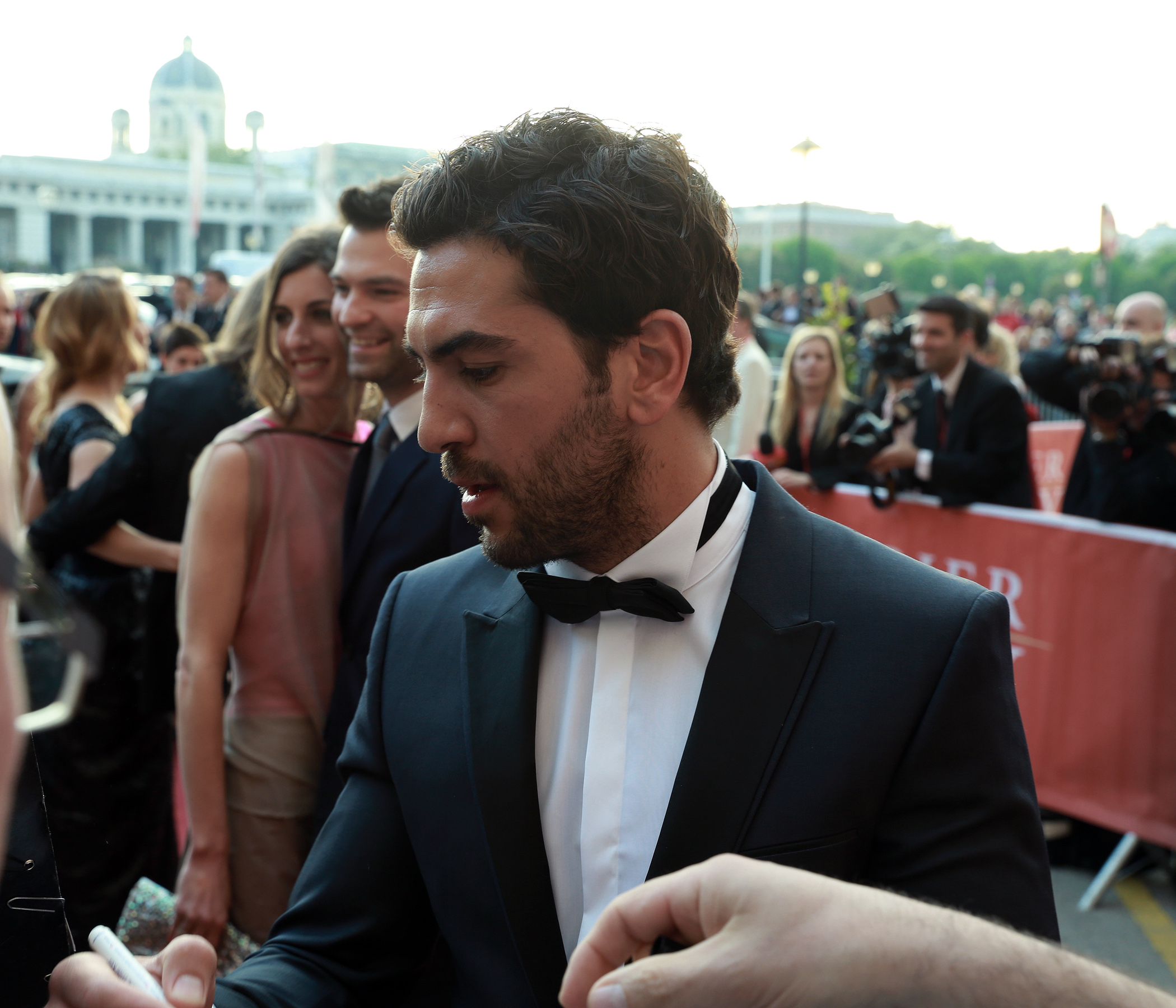
Elyas M’Barek

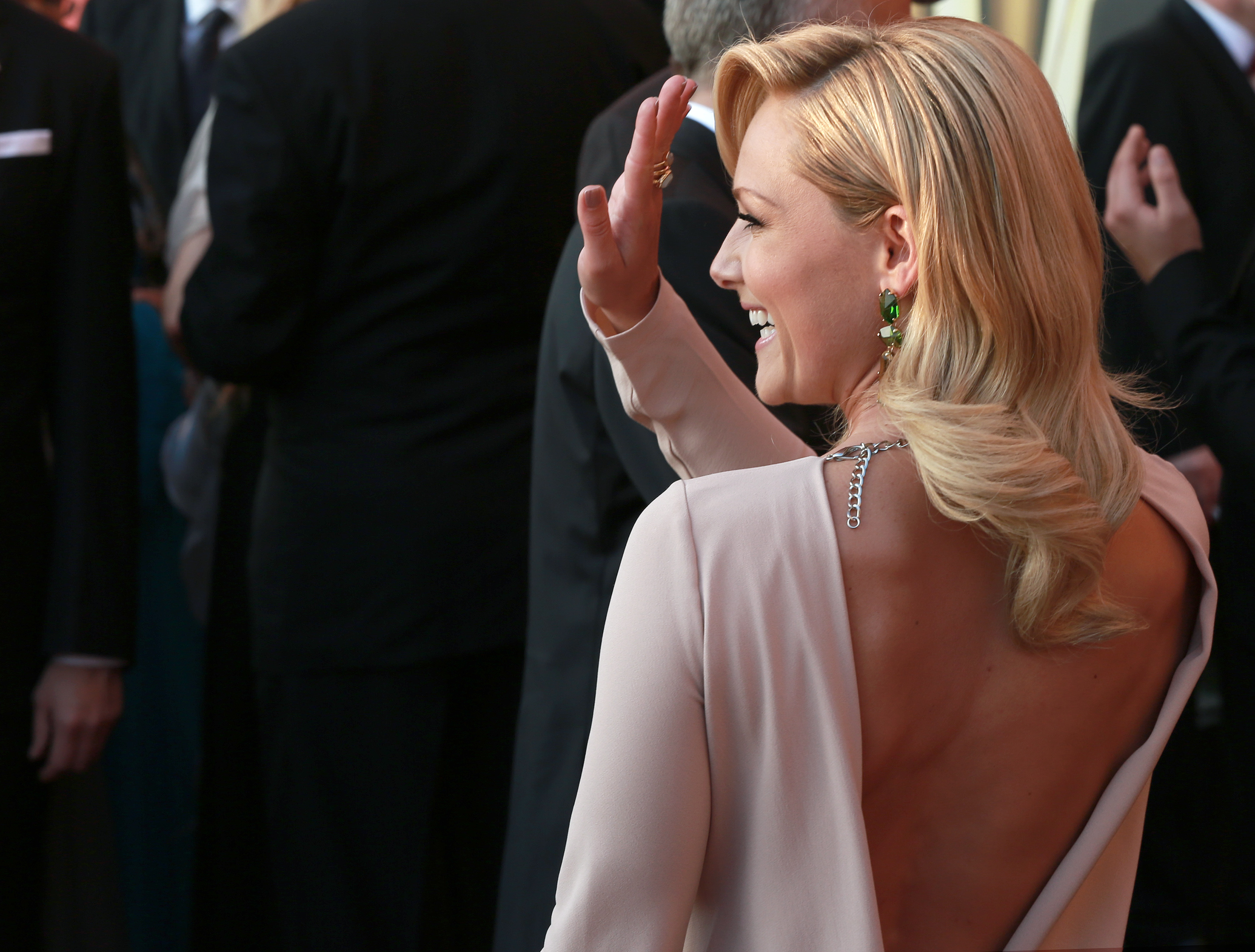
Helene Fischer

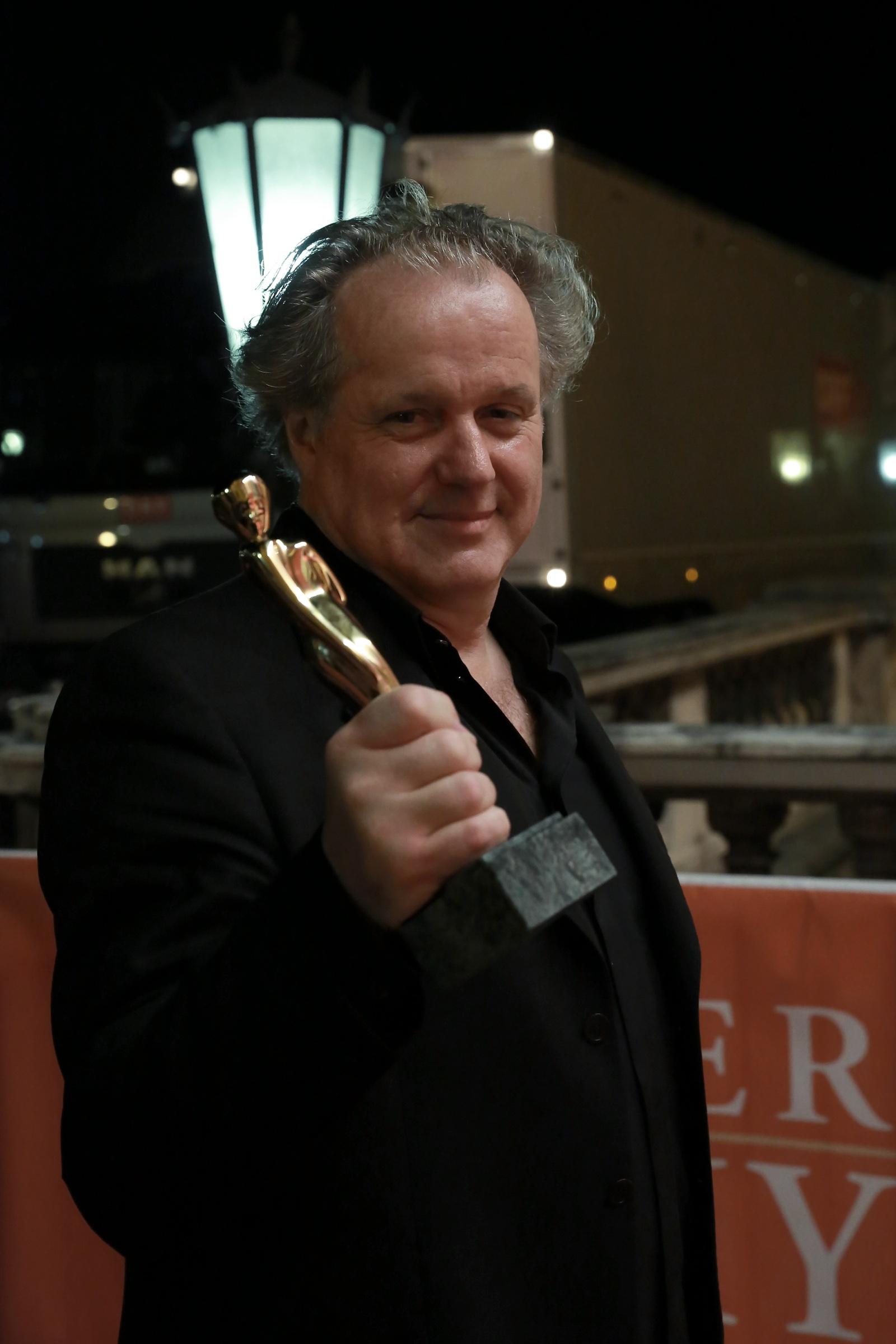
Julian Pölsler

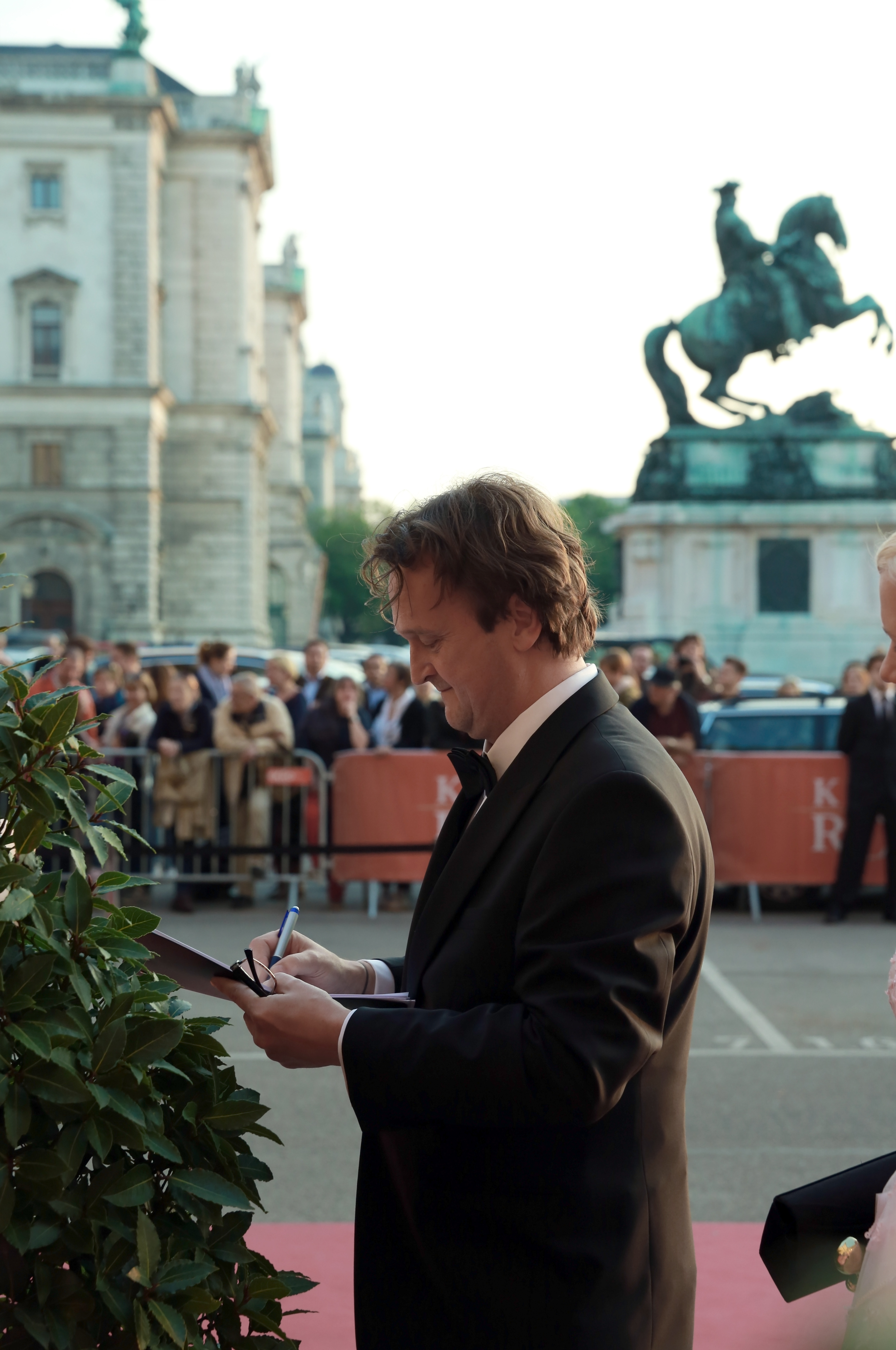
Hanno Settele

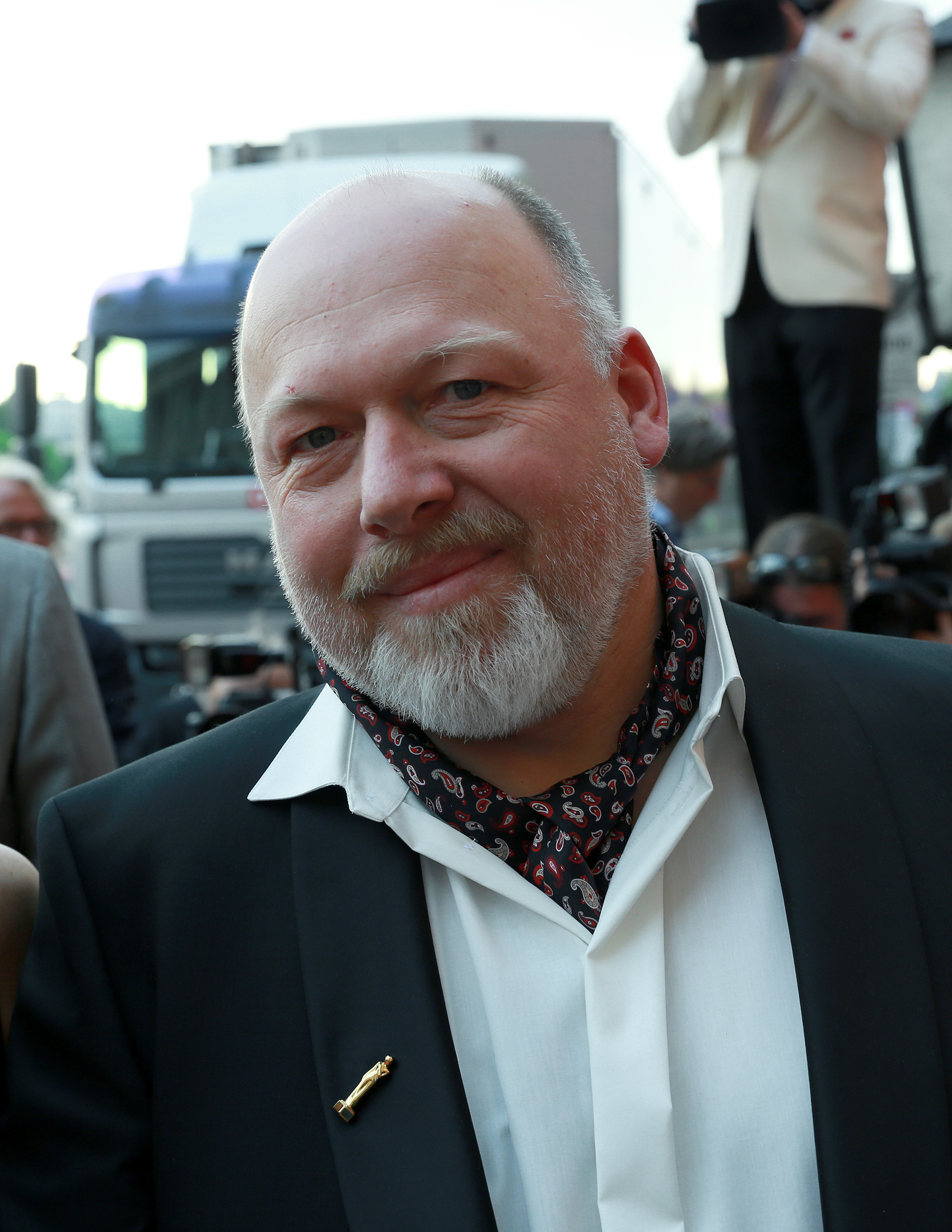
Rainer Kaufmann

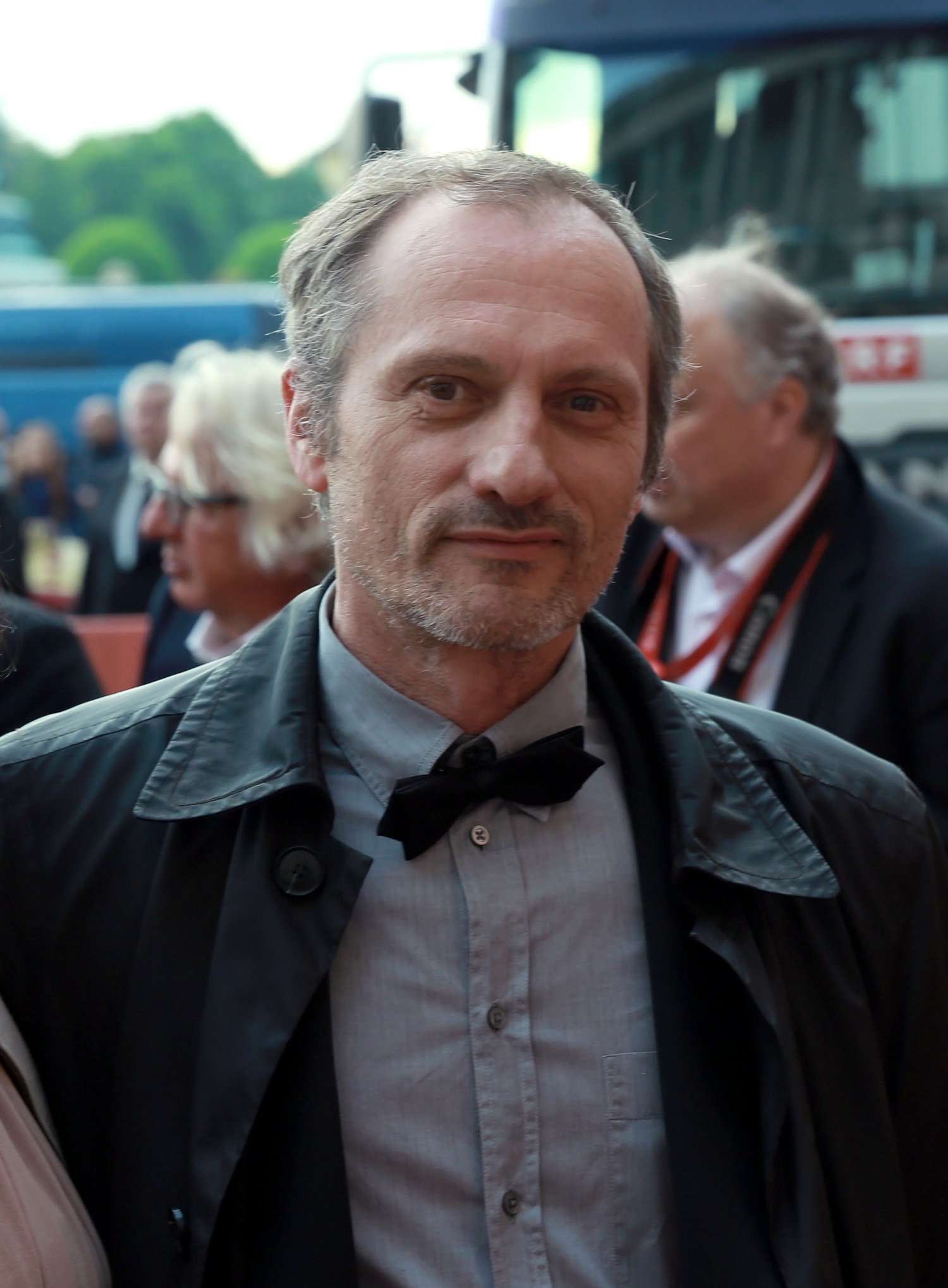
Götz Spielmann

Moderiert wurde die Preisverleihung von der deutschen Moderatorin Barbara Schöneberger.

## Sieger und Nominierte
Die Nominierungen, aus denen das Publikum per online-Wahl die Gewinner kürte, wurden am 5. März 2014 bekanntgegeben.
| Kategorie                                                                      | Preisträger                        | Nominierte |
| ------------------------------------------------------------------------------ | ---------------------------------- | --- |
| Beliebteste Schauspielerin präsentiert von Tarek Leitner                       | Miriam Stein                       | Hilde Dalik Corinna Harfouch Julia Koschitz Ursula Strauss Bibiana Zeller                                                                        |
| Beliebtester Schauspieler präsentiert von Barbara Wussow                       | Elyas M’Barek                      | Daniel Brühl Tobias Moretti Cornelius Obonya Tom Schilling Erwin Steinhauer                                                                      |
| Beliebteste/r Moderator/in – Information präsentiert von Hugo Portisch         | Ernst Hausleitner & Alexander Wurz | Ingrid Thurnher Rainer Hazivar Hanno Settele Corinna Milborn & Peter Rabl Sylvia Saringer & Meinrad Knapp                                        |
| Beliebteste/r Moderator/in – Unterhaltung präsentiert von Mirjam Weichselbraun | Guido Maria Kretschmer             | Andreas Moravec Michael Ostrowski Sonja Zietlow & Daniel Hartwich Science Busters Wir Staatskünstler                                             |
| Beliebteste/r Moderator/in – Show präsentiert von Volker Piesczek              | Helene Fischer                     | Armin Assinger Andy Borg Johanna Setzer & Norbert Oberhauser Mirjam Weichselbraun & Klaus Eberhartinger Joko Winterscheidt & Klaas Heufer-Umlauf |
| Beliebteste Seriendarstellerin präsentiert von Karl Hohenlohe                  | Adele Neuhauser (3. Romy)          | Ulrike Beimpold Proschat Madani Barbara Romaner Jasmin Tabatabai Franziska Weisz                                                                 |
| Beliebtester Seriendarsteller präsentiert von Sabine Petzl                     | Hans Sigl                          | Josef Bierbichler Sascha Hehn Harald Krassnitzer Wotan Wilke Möhring Alexander Pschill                                                           |

Die Gewinner der so genannten Akademiepreise wurden von der Akademie, bestehend auch aus den bisherigen Romy-Preisträgern, gewählt und am 25. April in einer eigenen Feier übergeben.
| Kategorie                 | Preisträger                                                                            |
| ------------------------- | -------------------------------------------------------------------------------------- |
| Bester Fernsehfilm        | Polt. – Julian Pölsler                                                                 |
| Bester Kinofilm           | Das finstere Tal – Andreas Prochaska                                                   |
| Beste Dokumentation TV    | Günther Schilhan für Ian Rankin – Mein Edinburgh                                       |
| Beste Programmidee        | Hanno Settele für Wahlfahrt Johanna Setzer & Corinna Milborn für Rezept für Österreich |
| Beste Dokumentation Kino  | Barbara Eder für Blick in den Abgrund                                                  |
| Bester Produzent TV-Film  | Oliver Berben für Verbrechen nach Ferdinand von Schirach                               |
| Bester Produzent Kinofilm | Helmut Grasser & Stefan Arndt für Das finstere Tal                                     |
| Beste Regie TV-Film       | Rainer Kaufmann für Operation Zucker                                                   |
| Beste Regie Kinofilm      | Michael Herbig für Buddy                                                               |
| Beste Kamera TV-Film      | Walter Kindler für Polt.                                                               |
| Bestes Buch TV-Film       | Martin Ambrosch für Spuren des Bösen – Zauberberg                                      |
| Beste Kamera Kinofilm     | Thomas Kiennast Das finstere Tal                                                       |
| Bestes Buch Kinofilm      | Götz Spielmann für Oktober November                                                    |
| Spezialpreis der Jury     | Fernsehfonds Austria                                                                   |
| Jubiläums-Romy            | Tatort                                                                                 |
| Überraschungs-Romy        | Larissa Marolt                                                                         |

| Kategorie                                                         | Preisträger                 |
| ----------------------------------------------------------------- | --------------------------- |
| Platin-Romy für das Lebenswerk präsentiert von Christine Neubauer | Thomas Gottschalk (3. Romy) |